# Prosciara ungulata
Prosciara ungulata är en tvåvingeart som först beskrevs av Johannes Winnertz 1867.  Prosciara ungulata ingår i släktet Prosciara, och familjen sorgmyggor. Arten är reproducerande i Sverige.